# La verbena de la Paloma

La verbena de la Paloma (La Fête de la [Vierge à la] Colombe) est une zarzuela composée par Tomás Bretón sur un livret de Ricardo de la Vega. Elle fut jouée pour la première fois le 17 février 1894 au Teatro Apolo de Madrid.

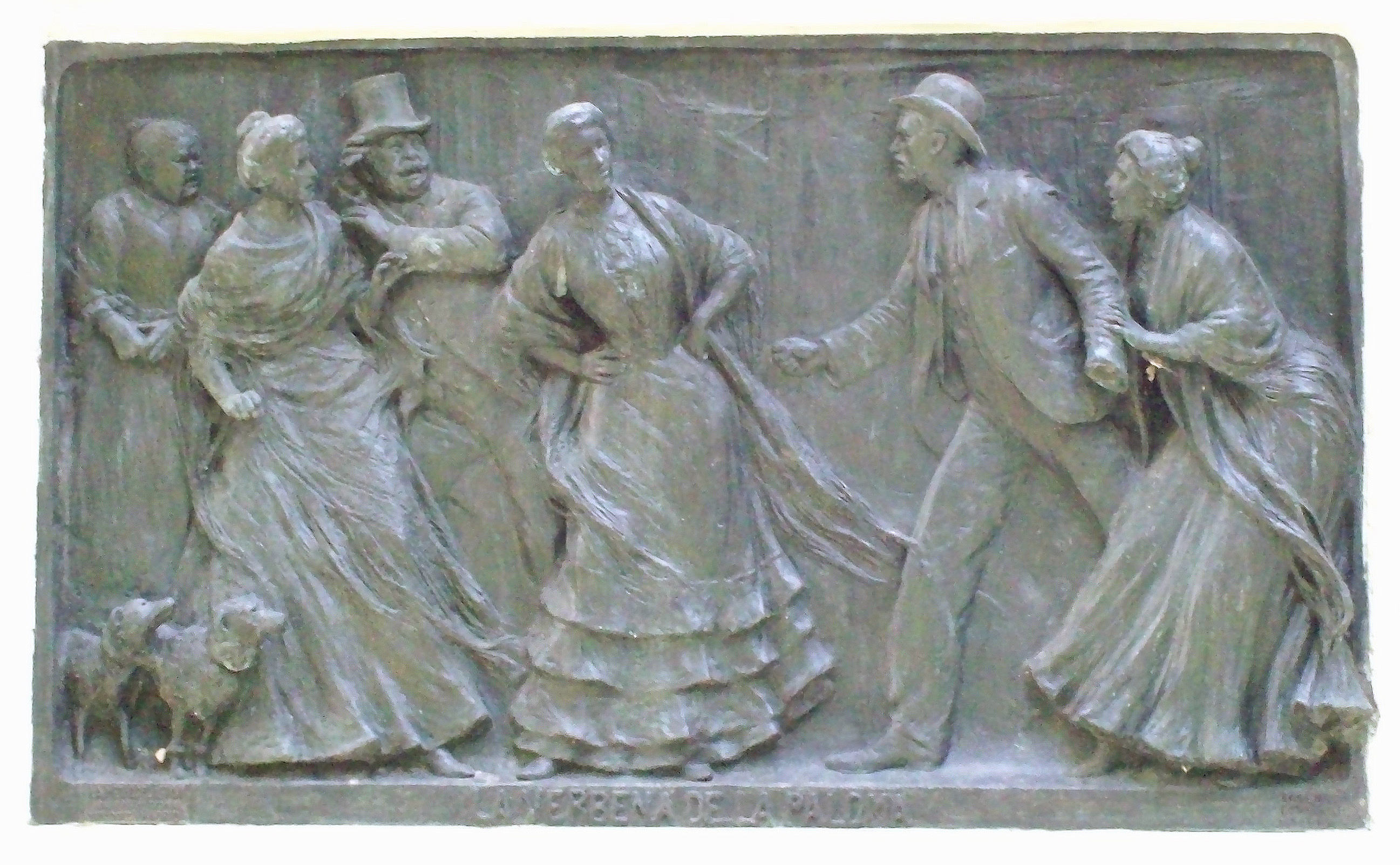
La verbena de la Paloma. Relief en bronze, détail d'un monument à Madrid (L. Coullaut, 1913).

Elle a pour sous-titre El boticario y las chulapas y celos mal reprimidos.
Le titre de cette zarzuela fait référence aux fêtes madrilènes du 15 août, qui se déroulent à l'occasion de la procession de la Vierge à la Colombe.
Elle comporte un seul acte divisé en trois scènes, comme il est habituel pour les zarzuelas du Género chico (style espagnol de drame léger). Chaque scène dispose d'un décor et d'une mise en scène propre. Différents personnages facilement mémorisables y font leur apparition : les chulapas (femmes en costume traditionnel), le portier de nuit, les gardes, le boutiquaire, le tavernier, ainsi que les nobles Don Hilarión et son ami Don Sebastián, la tante Antonia... Tous ces personnages sont caractéristiques du vieux Madrid du XIXe siècle.

## L'œuvre

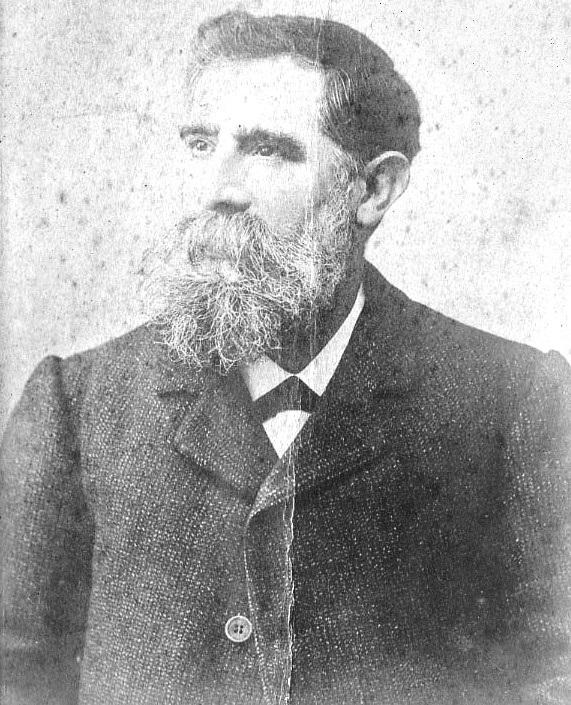
Tomás Bretón.

Le livret, écrit par Ricardo de la Vega, devait être initialement écrit par Ruperto Chapí. L'œuvre passa de main en main, jusqu'à ce que Tomás Bretón la mit en musique en 19 jours. L'idée que ce compositeur puisse réaliser une œuvre de ces caractéristiques ne fut pas bien reçue à l'origine, car il n'avait que peu d'expérience.
Mais La verbena de la Paloma fut un grand succès dès le jour de la première, et est restée une de ses œuvres les plus fameuses, ainsi qu'une des plus connues de tout le répertoire musical espagnol. De nombreux personnages célèbres assistèrent à ces représentations, comme José de Echegaray, Clarín.
Cette zarzuela est une des plus connues ailleurs que dans son pays d'origine. Plusieurs de ses airs sont demeurés célèbres jusqu'à nos jours, par exemple le couplet Una morena y una rubia de Don Hilarión ; la havanaise en duo ¿Dónde vas con mantón de Manila? ; la soleá de flamenco  En Chiclana me crié ou encore les seguidillas Por ser la Virgen de la Paloma.

## Adaptations
La verbena de la Paloma fut adaptée pour le cinéma par trois fois. La première fut en 1921, en cinéma muet, par José Buchs. La deuxième version fut en cinéma en noir et blanc, en 1934, dans une réalisation de Benito Perojo, avec comme acteurs principaux Raquel Rodrigo et Miguel Ligero. La troisième version fut réalisée en 1963 par José Luis Sáenz de Heredia avec notamment comme acteurs Concha Velasco, Vicente Parra et Miguel Ligero.
Cette zarzuela a été enregistrée plusieurs fois sur disque, ainsi que le scottish madrilène qui y est jouée. Elle a été arrangée pour orgue de Barbarie et pour groupe de musiciens. Elle a été donnée à la télévision dans plusieurs pays, ainsi que dans des représentations théâtrales. Une compilation de ces enregistrements a été réalisée en DVD à partir du programme Antología de la Zarzuela de la Radio Televisión Española. Elle est considérée comme un des sommets du Género Chico et est utilisée comme modèle de composition dans les conservatoires de musique.